# Aigua embotellada
L'aigua embotellada és aigua potable envasada en ampolles individuals de consum i venda al detall. L'aigua pot ser aigua glacial, aigua de font, aigua de pou, aigua purificada o simplement aigua de l'abastament públic d'aigua (l'aigua de l'aixeta). Molts països, especialment els països desenvolupats, regulen la qualitat de l'aigua embotellada a través d'estàndards del govern, normalment utilitzats per garantir que la qualitat de l'aigua és segura i les etiquetes han de reflectir amb precisió el contingut de l'ampolla. En molts països en desenvolupament, però, aquestes normes canvien i solen ser menys estrictes que les de les nacions desenvolupades.
Els detractors de l'aigua embotellada afirmen que l'aigua embotellada no és millor que l'aigua de l'aixeta i a més, genera escombraries doncs milions d'ampolles de plàstic acaben en abocadors.
Partidaris de l'aigua embotellada no veuen el producte com una alternativa a l'aigua de l'aixeta, però la veuen com una saludable alternativa als refrescos que es poden comprar en restaurats, petits supermercats i màquines de refrescs. La indústria de l'aigua embotellada assenyala que les ampolles PET (tereftalat de polietilè) només suposen un 0,33% de l'aigua desaprofitada als Estats Units.
La producció de l'aigua embotellada costa entre 0,25 i 2 dòlars per ampolla. Segons Bottledwaterblues.com, el 90% d'aquest cost consisteix a fer l'ampolla, l'etiqueta i els taps.